# Parafia św. Barbary i Najświętszej Maryi Panny Matki Kościoła w Rechcie
Parafia św. Barbary i Najświętszej Maryi Panny Matki Kościoła – jedna z 10 parafii w dekanacie strzelińskim. Parafia zarządza cmentarzem w Rechcie. Na plebanii znajdują się księgi metrykalne ochrzczonych, małżeństw i zmarłych, wszystkie od 1962 roku.

## Historia

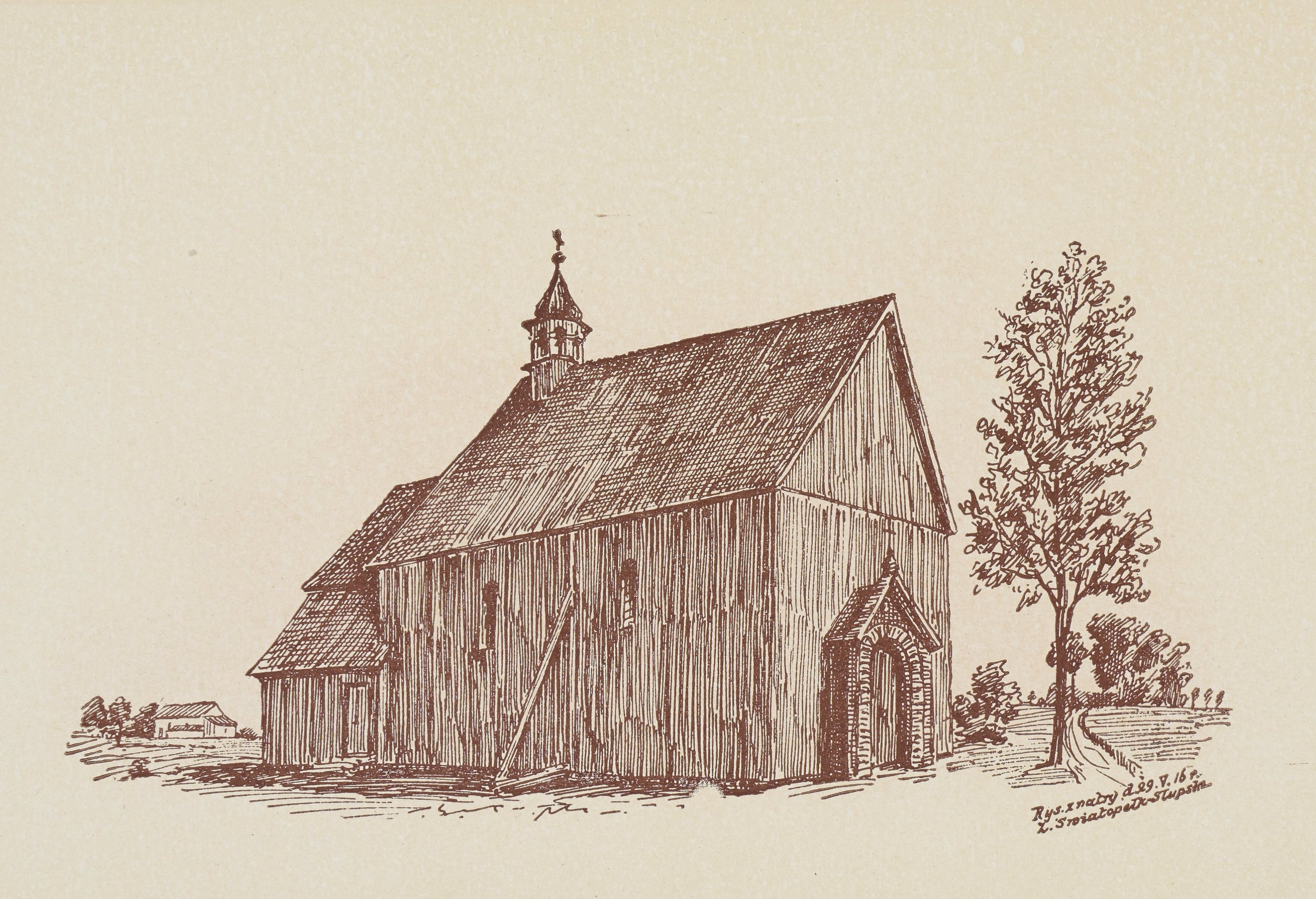
Widok kościoła przed 1917

Dawniej wieś należała do dziedziców dóbr Sukowy, którzy około roku 1570 wybudowali tam drewnianą kaplicę publiczną pod wezwaniem św. Barbary. Zachowaną do dzisiaj świątynię zbudowano z drewna w roku 1758 w stylu barokowym. Jest to perła architektury Kujaw. 
Parafię utworzono dopiero w 1962 roku. Cmentarz założono 29 czerwca 1993 roku.

## Zasięg parafii
Do parafii należą wierni z miejscowości: Młynice, Rechta i Sukowy.